# Vääna (Fluss)
Die Vääna (estnisch Vääna jõgi; historischer deutscher Name Hüer-Bach) ist ein 64 km langer Fluss im Norden Estlands. 
Er fließt ausschließlich im Kreis Harju. Sein Einzugsgebiet umfasst 316 km². Das durchschnittliche Gefälle liegt bei 0,69 m/km.

## Beschreibung
Der Vääna-Fluss entspringt südwestlich des Dorfes Paekna in der Landgemeinde Kiili. Am Oberlauf durchfließt er die Moore von Nabala, Sausti und Saku. An seinem Mittellauf liegt das bedeutende estnische Industriezentrum Saku (Sack) mit seiner berühmten Brauerei. Bei dem Dorf Vahi gibt es einen kleinen, dreistufigen Wasserfall (Vahiküla joastik). Der Vääna-Fluss mündet in den Finnischen Meerbusen.
Der Fluss erhielt seinen Namen durch den Ort Vääna (deutsch Faehna), durch den er im Unterlauf fließt.
An Fischarten finden sich im Fluss vor allem Lachs und Bachforelle (insbesondere am Mittel- und Unterlauf) sowie Zährte und Flussneunauge.

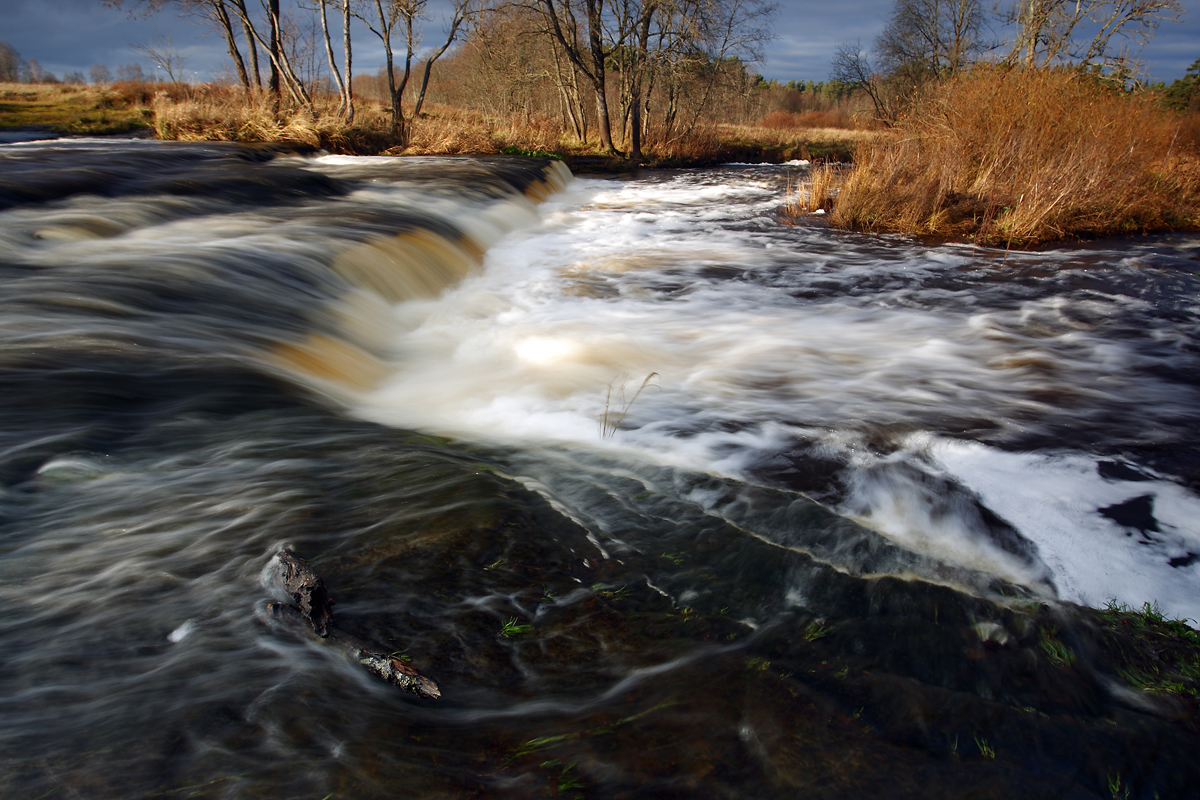
Wasserfall bei dem Dorf Vahi
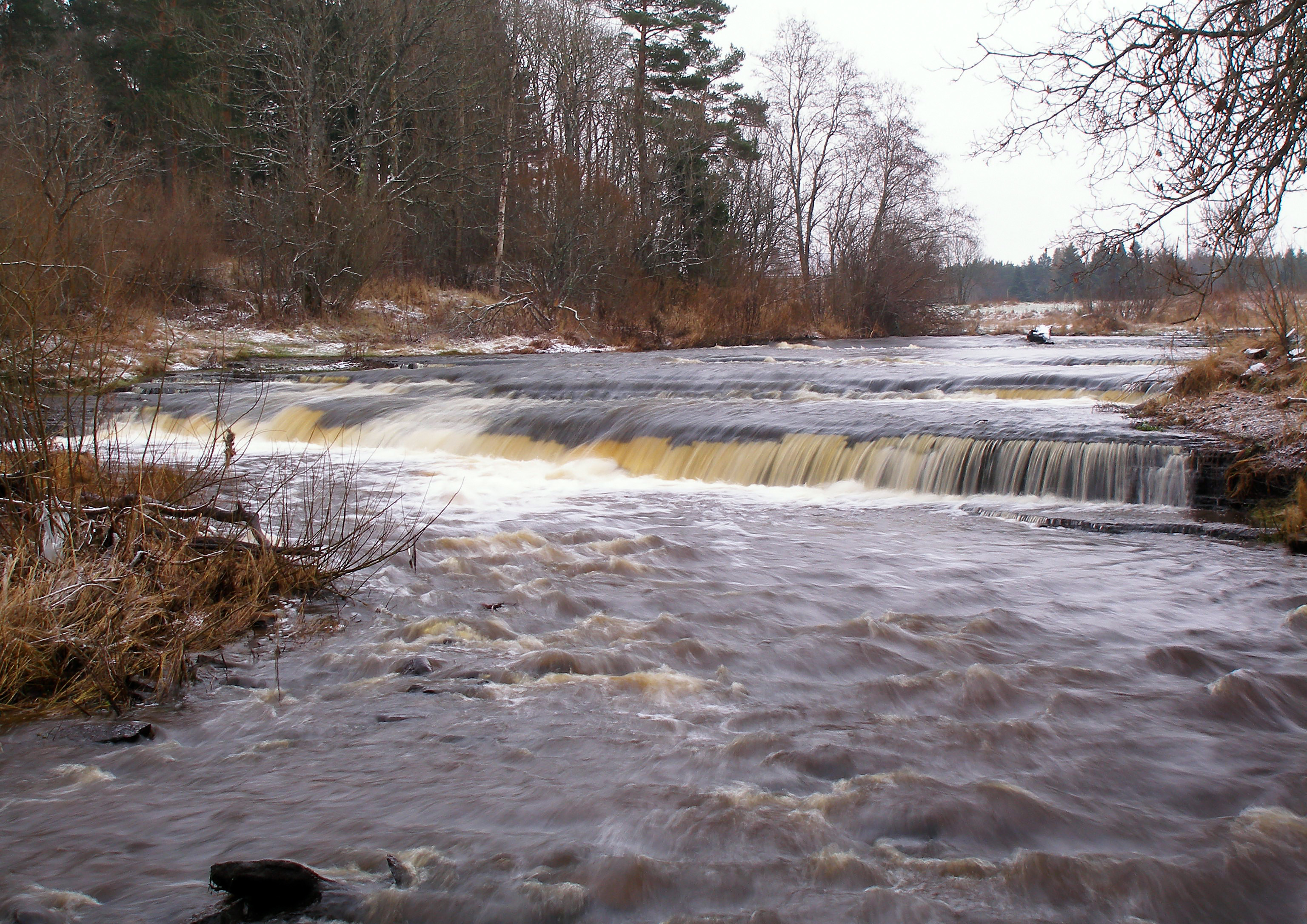
Blick auf den Wasserfall bei Vahi